# Вик-д’Азир, Феликс
Вик-д'Азир Феликс  (1746—1794) — французский врач и анатом, пионер в области сравнительной анатомии и первооткрыватель принципа гомологии. 
Он был последним врачом королевы Марии-Антуанетты. В 1773 г., ещё будучи студентом, читал лекции по анатомии человека и животных. В 1774 г. за выдающиеся работы в области анатомии был избран членом Французской академии наук. Известен тем, что в  1784 году обнаружил и дал описание чёрной субстанции.